# Płonnikowate

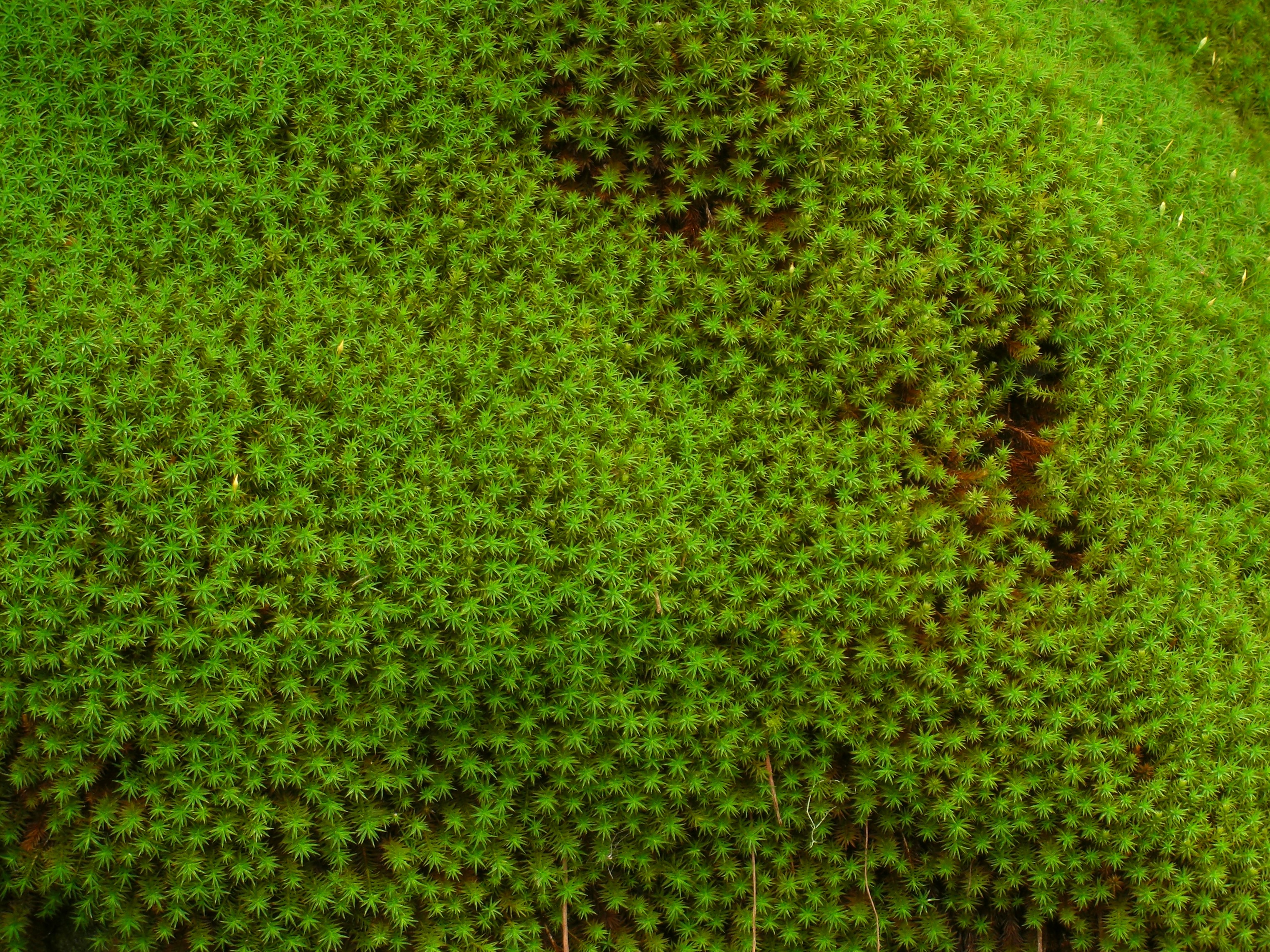
Darń płonnika pospolitego

Płonnikowate (Polytrichaceae Schwägr.) – rodzina mchów należąca do monotypowego rzędu płonnikowców (Polytrichales M. Fleisch.) w obrębie klasy płonników (Polytrichopsida Doweld). Rodzajem typowym jest płonnik (Polytrichum Hedw.). W obrębie rodziny wyróżnianych jest 20 rodzajów z ok. 400 gatunkami. Mchy te są niemal kosmopolityczne – spotykane są we wszystkich strefach klimatycznych z wyjątkiem terenów nizinnych w strefie tropikalnej. Są to mchy naziemne – rosną na terenach skalistych (jednak w miejscach, gdzie występuje gleba), w różnego typu lasach, w tundrze, stosunkowo rzadziej na torfowiskach i w formacjach trawiastych. Rozprzestrzeniają się za pomocą zarodników oraz wegetatywnie, mimo że nie tworzą rozmnóżek,  za pomocą fragmentów łodyżek, a nawet liści. 
Płonnik pospolity wykorzystywany był w epoce brązu i żelaza do wyrobu sznurów, później także do wyścielania łóżek, uprawiany bywa jako roślina ozdobna (zwłaszcza w Japonii). Inne gatunki płonników także wykorzystywano do wypełniania materacy i sienników.

## Morfologia

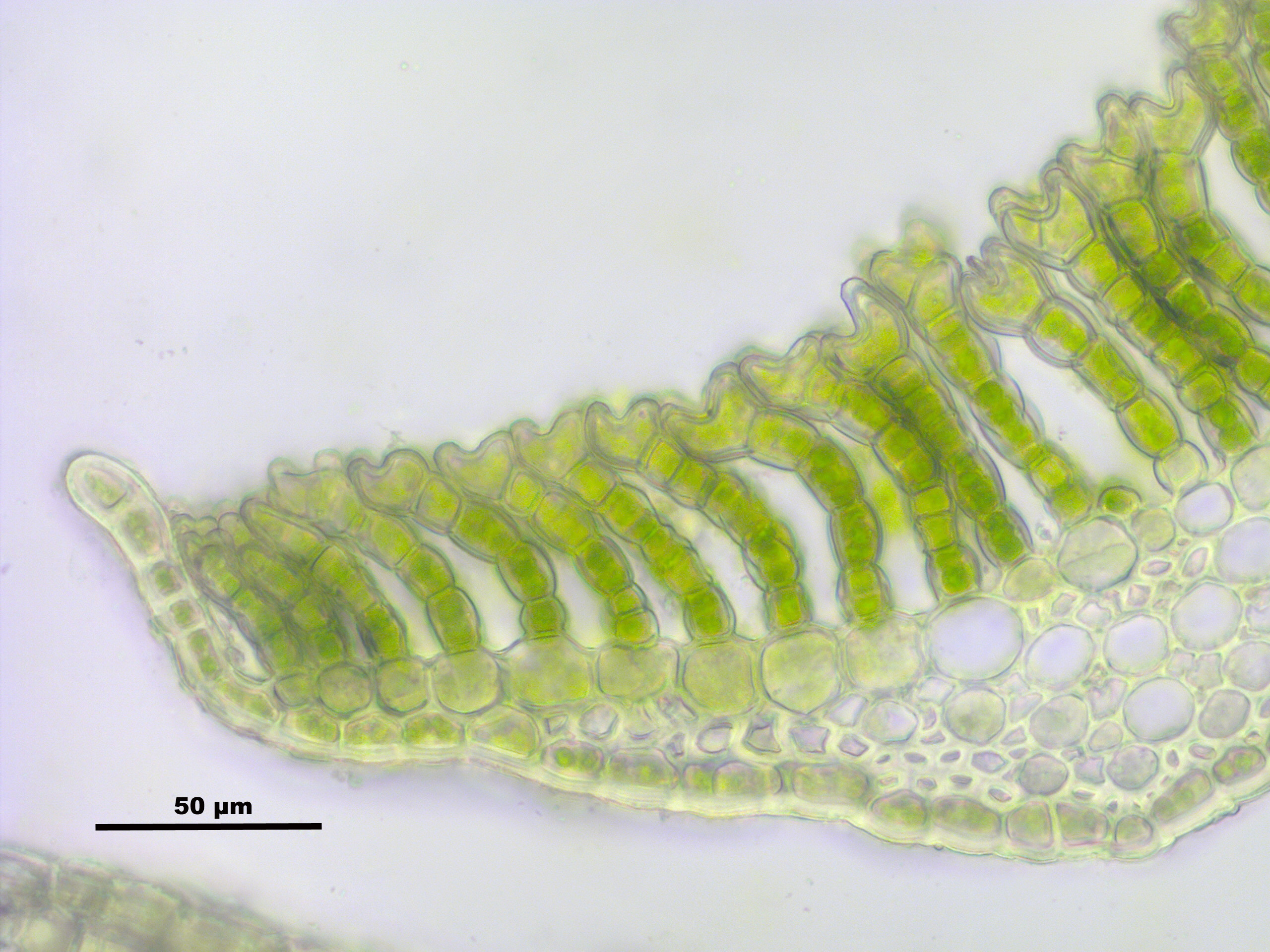
Przekrój poprzeczny liścia płonnika pospolitego

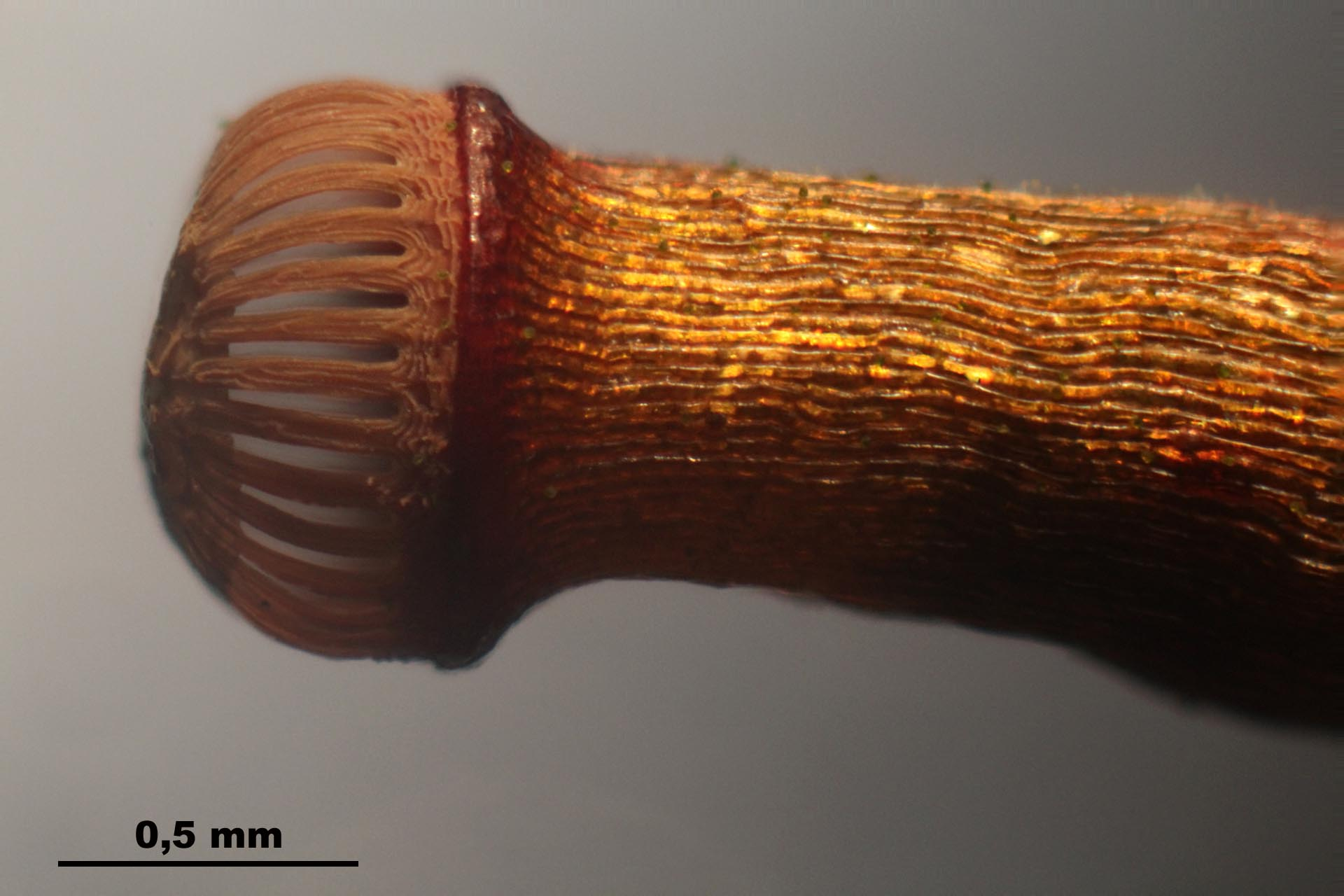
Szczyt zarodni z ozębnią żurawca falistego

SplątekDrobny, w postaci silnie rozgałęziających się nici rozwijających się na powierzchni gleby. Nici zróżnicowane są na asymilacyjne zwane chloronemą i te, z których wyrastają łodyżki gametofitów, zwane kaulonemą. Z nici kontaktujących się z podłożem wyrastają chwytniki. Splątek często zachowuje się nawet po rozwinięciu się łodyżek gametofitów.
GametofitRośliny osiągające znaczne jak na mchy rozmiary, w przypadku dousonii Dawsonia do ok. 60 cm, ale też należą tu mchy średnich i drobnych rozmiarów. Ich łodyżki są wzniesione i ulistnione, pojedyncze lub rozgałęzione, czasem też poza tym także bezlistne i płożące lub podziemne. Tworzyć mogą gęste lub luźne darnie, czasem też łodyżki wyrastają pojedynczo, czasem wśród innych mchów. U płonników Polytrichum przez środek łodyżek przebiega dobrze wykształcona wiązka przewodząca z hydroidami i leptoidami (u innych rodzajów słabiej wykształcona), w przypadku łodyżek bezlistnych wiązka otoczona jest cylindrem komórek przypominających endodermę. Rozgałęzienia wiązki przewodzącej wnikają do listków łącząc się z żebrami (wyjątek wśród mchów). Listki posiadają pochwiastą nasadę, a na górnej (doosiowej) powierzchni pokryte są gęsto w osi blaszki upakowanymi blaszkowatymi wyrostkami (tzw. lamellami) tworzonymi przez komórki z licznymi chloroplastami. Blaszka listków zwykle jest wąska, na brzegu gładka lub ząbkowana, czasem obrzeżona.
Rośliny są dwupienne. Gametangia, czyli plemnie i rodnie, powstają w odrębnych skupieniach. Perygonia, czyli skupienia plemni, wsparte są listkami większymi od innych, o zachodzących na siebie brzegach. Nadają one perygoniom kształt miseczki. W czasie deszczu krople wody uderzające w perygonia wyrzucają plemniki lub całe plemnie ułatwiając zapłodnienie. Skupienia rodni zwane są perychecjami, a liście je wspierające nazywa się perychecjalnymi. Perychecja powstają na szczytach łodyżek, liście perychecjalne są podobne do wegetatywnych lub dłuższe. W skupieniach plemni i rodni często występują między gametangiami także płonne, nitkowate wstawki zwane parafizami.
SporofitSkłada się z długiej sety wyrastającej pojedynczo (rzadko zdarza się, że z jednego perychecjum wyrasta ich kilka), o budowie wewnętrznej podobnej do łodyżki gametofitu, oraz zarodni przykrytej okazałym czepkiem. Zarodnia jest prosto wzniesiona lub zgięta, kształtu kulistawego do walcowatego, od 2- do 6-kanciasta (najczęściej czterokanciasta) lub obła. Perystom (ozębnia) jest typu komórkozębnego i składa się z 32 lub 64 ząbków (rzadko innej ich liczby). Brak ozębni w rodzajach Atrichum i Pogonatum. Kolumienka wewnątrz zarodni przerasta ją i tworzy nad nią błoniastą epifragmę łączącą się z końcami ząbków. Kapturkowaty czepek przykrywający zarodnię gęsto pokryty jest zwykle długimi włoskami.

## Systematyka

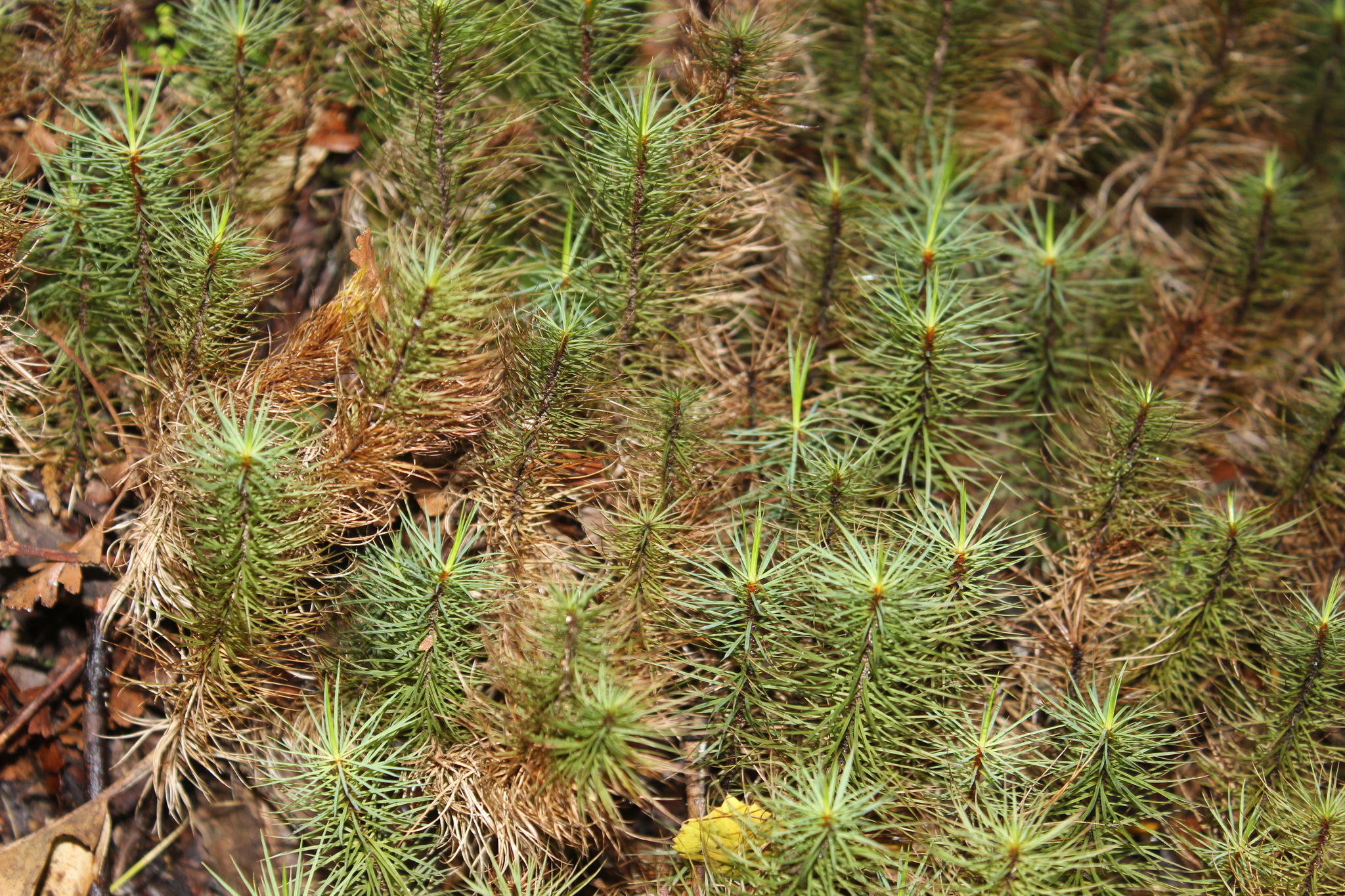
Dawsonia superba

Rodzina płonnikowatych jest wyraźnie wyodrębniona w systematyce i nie ma bliskich powiązań z pozostałymi żyjącymi obecnie taksonami mchów. Klasyfikowana jest do monotypowego rzędu płonnikowców (Polytrichales M. Fleisch.) i klasy płonników (Polytrichopsida Doweld). W XXI wieku ustalono, że najbliżej spokrewnionymi współczesnymi mchami są czterozębowce Tetraphidales, a następnie Oedipodiales, które to taksony bywają w efekcie włączane do klasy płonników.
W obrębie rodziny najstarsze klady bazalne tworzą rodzaje pozbawione perystomu, mające współcześnie reliktowy charakter i bardzo rozproszone, nieciągłe zasięgi: Alophosia, Bartramiopsis i Lyellia. Pozostałe rodzaje tworzą grupę monofiletyczną. W jej obrębie rodzajem siostrzanym dla całej reszty jest Dawsonia, wyróżniająca się szczecinkowatymi ząbkami perystomu wyrastającymi w koncentrycznych warstwach.
W obrębie rodziny wyróżnia się rodzaje:
- Alophosia Cardot
- Atrichopsis Cardot
- Atrichum P. Beauv. – żurawiec
- Bartramiopsis Kindb.
- Dawsonia R.Br. – dousonia[11]
- Dendroligotrichum (Müll. Hal.) Broth.
- Hebantia G. L. Sm.
- Itatiella G. L. Sm.
- Lyellia R. Br.
- Meiotrichum (G. L. Sm.) G. L. Sm.
- Notoligotruchum G. L. Sm.
- Oligotrichum Lam. & DC – skąpowłosek
- Plagiorecelopus G. L. Sm. Merr.
- Pogonatum P. Beauv. – płonniczek
- Polytrichadelphus (Müll. Hal.) Mitt.
- Polytrichastrum G. L. Sm. – złotowłos
- Polytrichum Hedw. – płonnik
- Pseudatrichum Reimers
- Psilopilum Brid.
- Steereobryon G. L. Sm.

## Zapis kopalny
Płonnikowate znajdowane są obficie (częściej niż pozostałe mchy) w zapisie kopalnym z kenozoiku. Starsze skamieniałości przez długi czas były bardzo skąpo reprezentowane i wątpliwe. W ostatnich latach XX wieku opisano Eopolytrichum antiquum z późnej kredy znalezione w stanie Georgia w Stanach Zjednoczonych. Już w XXI wieku opisano kolejne – Heinrichsiella patagonica z późnej jury z Patagonii i Meantoinea alophosioides z wczesnej kredy z Kolumbii Brytyjskiej.